# 東京トイボックス
『東京トイボックス』（とうきょうトイボックス）は、うめによる日本のゲーム業界漫画作品。「モーニング」（講談社）にて、2005年50号より連載開始。
連載打ち切りより、続編『大東京トイボックス』が掲載誌を移籍して「コミックバーズ」（幻冬舎コミックス）にて2006年11月号より連載を開始。前日譚として『東京トイボックス0』、同一世界観でeスポーツプレイヤーを描く『東京トイボクシーズ』がある
2013年10月5日からはテレビ東京系列でテレビドラマが放送された。

## 概要
『モーニング』2005年50号から2006年24号まで連載された。弱小ゲーム会社の社長・天川太陽と、そこに出向を命ぜられたエリートOL・月山星乃を中心とした物語。ゲーム開発現場という特殊な環境を舞台に、開発者が常に持つ「品質追求と納期厳守」という葛藤を明るく説いている。
講談社モーニングからの移籍時に担当編集者より「キャラクターもタイトルも編集部のもんだ」「（移籍なんかしたら）二度と描けなくしてやる」との脅迫ともとれる発言を作者がされていたことが明かされている。
2017年3月、テレビアニメ『AKIBA'S TRIP -THE ANIMATION-』第12話にて、天川太陽（声 - 羽多野渉）と月山星乃（声 - 斎賀みつき）が特別出演した。

## ストーリー
かつては「ソードクロニクルシリーズ」のメインプランナーで、自分の魂に合ったゲームを作るため大手ゲーム会社「ソリダスワークス」から独立し、新たにソリダスの近くにあるゲーム会社「スタジオG3」を設立した天川太陽は、運営資金の捻出にやむなくパチスロムービーやTVのCG制作など他社の下請け作業を続けていた。
しかし、下請け作業にも魂を求める太陽は、仕様の一部変更や品質向上のために納期を遅延させることはザラで、当然の如く業績不振に陥いる。そんなスタジオG3に、ずる賢い上司の陰謀で親会社から派遣されてきたのが自他共に認める有能なOL・月山星乃だった。月山はスタジオG3の業績を復活させるべく開発をスケジューリングするのだが、太陽の身勝手な行動に振り回される。
そんな時、ゲーム販売会社・MMGから、かつてスタジオG3が唯一オリジナルタイトルとして手掛けた戦国アクションゲーム「サムライ☆キッチン」の海外版開発の話が持ち上がる。しかし、その話を持ちかけたのはかつて太陽が務めていたソリダスだった。太陽も最初はソリダス時代のトラウマもあり拒否していたが、月山の説得により海外版の制作を承諾した。
バグチェックもほぼ完了し、海外版の開発も佳境を迎えた矢先に、更なる困難がスタジオG3を襲う。それは、開発中に突如発見されたSランクバグ、そして「サムライ☆キッチン」の商標権がソリダスに買収され、スタジオG3で続編が作れなくなるという事実。果たして、海外版は無事に完成できるのか？

## 単行本
講談社、モーニングKC、全2巻
1. 2006年3月23日発売 ISBN 978-4-0637-2507-0
2. 2006年6月23日発売 ISBN 978-4-0637-2529-2

新装版 幻冬舎、バーズコミックス、全2巻
1. 2007年9月22日発売 ISBN 978-4344810877
2. 2007年9月22日発売 ISBN 978-4344810884

東京トイボックス0  幻冬舎、バーズコミックス、全1巻
1. 2014年3月24日発売 ISBN 978-4344830677

## テレビドラマ
2013年10月5日より12月21日までテレビ東京系列で、土曜23:55 - 24:20に『東京トイボックス』のタイトルでドラマ化。主演は要潤。GungHo一社提供番組。話数カウントは「level.○」。
本作に続き、続編である『大東京トイボックス』も同枠にて足立梨花主演でドラマ化。

### キャスト
詳細な人物説明は上記原作部分を参照。本項目ではドラマ独自の設定や簡単な職種などを記載する。

#### studio G3
ゲーム会社としては利益率が悪く、パチスロムービーやテレビ番組のCG制作の下請けなどで急場を凌いでいる。
天川 太陽（てんかわ たいよう）
演 - 要潤（少年期：照井啓能）
社長。プランナー兼ディレクター。
月山 星乃（つきやま ほしの）
演 - 宇野実彩子（AAA）
コンサルティング会社から派遣されてきた進行管理。
谷崎 七海（たにざき ななみ）
演 - 北川弘美
チーフグラフィッカー。
依田 敦史（よだ あつし）
演 - 趙珉和
チーフプログラマー。常に睡眠不足。大仕事の時は額に冷却ジェルシートを貼る。原作では標準語で喋っていたのに対し、ドラマでは関西弁で喋っている。
金田 正志（かねだ まさし）
演 - 菊田大輔
プログラマー。短気なツッコミ担当。
阿部 茉莉（あべ まり）
演 - 岸明日香
グラフィッカー。独特な感性を持っており、言う事がいつも若干ずれている(月山が「新しい仲間」として紹介された時に「ルイーダの酒場だ♪」と言ったり、毒づく月山に向かってキアリーを唱えたりと、ドラゴンクエストシリーズの固有名詞に基づいているものが多い)。

#### ソリダスワークス（テレビドラマ）
天川が過去に所属していたゲーム制作会社。
仙水 伊鶴（せんすい いづる）
演 - 福士誠治（少年期：佐藤光将）
AM2局局長。
窪ノ内 品子（くぼのうち しなこ）
演 - 橋本マナミ
仙水の秘書。
御堂 雄頑（みどう ゆうげん）
演 - 石橋蓮司
社長。

#### カフェ・ゴールデンバウム
スタジオG3行きつけのコスプレバー。
キルヒアイス
演 - 清水一希
「執事」。元「studio G3」プログラマー。
アンネローゼ
演 - 今野杏南
シュザンナ
演 - 高崎聖子
上記2名はドレスを着た「メイド」。

#### その他
須田 大作（すだ だいさく）
演 - 相島一之
MMG社長。G3と取引するゲーム販売会社。
猿渡（さるわたり）
演 - 福井博章
経営コンサルタント会社部長。月山の上司。優秀だが部下として使えない月山を、全く経験がないゲーム会社に左遷する。その後更迭され、部長の座を高浜に譲る。
高浜 久慈子
演 - 濱田万葉
経営コンサルタント会社部長。更迭された猿渡の代わりに部長職に就き、新しく月山の上司となる。
百田 モモ
演 - 足立梨花（第12話）
ソリダス時代の太陽が手掛けた「ソードクロニクル」のファンで、続編「大東京トイボックス」の主人公となる少女。最終話の終盤で彼女がスタジオG3を訪れる場面で物語は終わる。

### スタッフ
- 原作 - うめ（小沢高広・妹尾朝子）『東京トイボックス』（幻冬舎コミックス刊）
- 脚本 - 徳永友一、山岡真介、服部隆志
- 音楽 - 山岡晃
- 演出 - 宮下健作、筧昌也、山本清史、芝崎弘記
- 主題歌 - SHINee「3 2 1」（EMI Records Japan）[8]
- 演出補 - 森裕史、高田知徳、宮崎剛、伊藤周
- CG - 奥田圭一、相川はじめ
- ゲーム画面監修 - 横山秀幸、橋本裕之、遠藤琢磨、岩間崇、土田智裕、板垣貴幸、小池俊雄、杉山由美子、奥山義智、横山裕一
- アニメーター - 加部栄一郎、川上政希、上林大輔、馬場苑未、FREDY、加藤英理子
- モーションキャプチャー - Studio Acquire
- モーションキャプチャーアクター - 剣武会、井上雅稀、近藤孝宜
- 特別協力 - GungHo、アクワイア、GAME ARTS、スパイク・チュンソフト、GRASSHOPPER MANUFACTURE、MarvelousAQL
- プロデューサー - 阿部真士、槙哲也
- プロデューサー補 - 安藤一貴、奥村麻美子
- 製作著作 - テレビ東京、ホリプロ

### 放送日程
| 放送回 | 放送日   | 脚本     | 演出     |
| ------ | -------- | -------- | -------- |
| 第1話  | 10月05日 | 徳永友一 | 宮下健作 |
| 第2話  | 10月12日 | 徳永友一 | 宮下健作 |
| 第3話  | 10月19日 | 徳永友一 | 宮下健作 |
| 第4話  | 10月26日 | 徳永友一 | 筧昌也   |
| 第5話  | 11月02日 | 山岡真介 | 筧昌也   |
| 第6話  | 11月09日 | 山岡真介 | 山本清史 |
| 第7話  | 11月16日 | 服部隆志 | 山本清史 |
| 第8話  | 11月23日 | 服部隆志 | 宮下健作 |
| 第9話  | 11月30日 | 服部隆志 | 芝崎弘記 |
| 第10話 | 12月07日 | 山岡真介 | 筧昌也   |
| 第11話 | 12月14日 | 徳永友一 | 山本清史 |
| 第12話 | 12月21日 | 徳永友一 | 宮下健作 |

### ネット局
| 放送対象地域   | 放送局                | 系列           | 放映期間・曜日・時間           | 放映期間・曜日・時間 |
| -------------- | --------------------- | -------------- | ------------------------------ | -------------------- |
| 関東広域圏     | テレビ東京 【制作局】 | テレビ東京系列 | 2013年10月5日 - 12月21日       | 土曜 23:55 - 24:20   |
| 北海道         | テレビ北海道          | テレビ東京系列 | 2013年10月5日 - 12月21日       | 土曜 23:55 - 24:20   |
| 愛知県         | テレビ愛知            | テレビ東京系列 | 2013年10月5日 - 12月21日       | 土曜 23:55 - 24:20   |
| 大阪府         | テレビ大阪            | テレビ東京系列 | 2013年10月5日 - 12月21日       | 土曜 23:55 - 24:20   |
| 岡山県・香川県 | テレビせとうち        | テレビ東京系列 | 2013年10月5日 - 12月21日       | 土曜 23:55 - 24:20   |
| 福岡県         | TVQ九州放送           | テレビ東京系列 | 2013年10月5日 - 12月21日       | 土曜 23:55 - 24:20   |
| 山形県         | テレビユー山形        | TBS系列        | 2013年10月31日 - 2014年1月21日 | 火曜 24:58 - 25:23   |
| 和歌山県       | テレビ和歌山          | JAITS          | 2014年1月12日 - 3月30日        | 日曜 22:30 - 22:54   |
| 三重県         | 三重テレビ            | JAITS          | 2014年1月12日 - 3月30日        | 日曜 23:30 - 23:55   |
| 岩手県         | IBC岩手放送           | TBS系列        | 2014年4月15日 - 7月1日         | 火曜 25:11 - 25:46   |
| 鹿児島県       | 南日本放送            | TBS系列        | 2014年4月29日 - 7月15日        | 火曜 25:05 - 25:35   |
| 滋賀県         | びわ湖放送            | JAITS          | 2014年5月23日 - 8月15日        | 金曜 22:30 - 22:55   |

| テレビ東京系列 土曜23:55 - 24:20枠                                           | テレビ東京系列 土曜23:55 - 24:20枠                               | テレビ東京系列 土曜23:55 - 24:20枠          |
| 前番組                                                                       | 番組名                                                           | 次番組                                      |
| ---------------------------------------------------------------------------- | ---------------------------------------------------------------- | ------------------------------------------- |
| バカソウル ※23:55 - 24:25 （2011.10.1 - 2013.9.28） 【ここまでバラエティ枠】 | 東京トイボックス （2013.10.5 - 2013.12.21） 【ここからドラマ枠】 | 大東京トイボックス （2014.1.4 - 2014.3.29） |